# 旭町駅 (石川県)
旭町駅（あさひまちえき）は、石川県江沼郡山中町（現、加賀市山中温泉）旭町に存在した北陸鉄道山中線（加南線）の駅である。1971年（昭和46年）、同線の廃線に伴い廃駅となった。

## 歴史
- 1930年（昭和5年）：温泉電軌の新長谷田駅として開業[1]。当時は貨物駅だった[1]。
- 1935年（昭和10年）7月13日：朝日チエン会社前駅に改称[1]。
- 1943年（昭和18年）10月13日：合併により北陸鉄道の駅となる。
- 1956年（昭和31年）以降：旭町駅に改称[1]。
- 1957年（昭和32年）10月1日：旅客営業開始。
- 1971年（昭和46年）7月11日：加南線全線廃止により廃駅。

## 駅構造
島式ホーム1面2線の交換可能駅で、ホーム上に駅舎があった。

## 廃止後
線路と並行していた県道の拡幅用地とされ、歩道となっている。

## 隣の駅
北陸鉄道
山中線
新家工業前駅 - 旭町駅 - 長谷田駅